# 1840年代の航空
< 1840年代
1830年代の航空 - 1840年代の航空 - 1850年代の航空
ここでは、1840年代の航空について取り上げる。

## 1840年
- カナダのニューブランズウィック州のセイントジョンでLouis Anslem Lauriatが気球、Star of the East号でカナダ最初の気球飛行を行った。

## 1843年

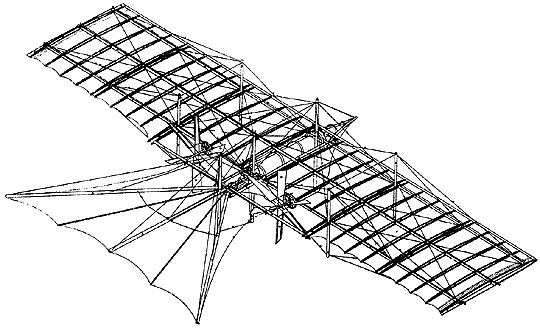
空中蒸気車の特許図

- イギリスのウィリアム・ヘンソンが蒸気動力の飛行機の構想をたて、フレデリック・マリオット 、D・E・コロンバイン (D. E. Colombine)と共に特許を取得し、資金を集める目的で同年にイングランドで「空中輸送会社」 (Aerial Transit Company) を起業した。

## 1848年
- ヘンソンとジョン・ストリングフェローが蒸気機関を搭載した模型飛行機を製作、下り勾配の付いた台からの離陸に成功した（ただし離陸地点以上には上昇できず）。

## 1849年
- 7月12日 - オーストリア海軍の気球母艦「ヴルカノ」（en:SMS_Vulcano）から有人の熱気球を発艦させ、ヴェネツィア爆撃を試みたが、逆風の気象条件のために失敗した。
- 7月12日～25日- オーストリア－イタリア戦争（第一次イタリア独立戦争）で、オーストリア陸軍のフランツ・ウハティウスが考案した10kgの重さの風船爆弾がヴェネツィアの攻撃に使用された。合計200発が使われたが、効果は小さかった。[1]
- 9月2日 - フランスのフロンソワ・アルバン（François Arban）がフランスのマルセイユからイタリアのトリノまでの気球での飛行に成功した。
- 11月23日 - フロンソワ・アルバンがトリノからバルセロナへの飛行を試みて行方不明になる[2]。

- 1849年 - ジョージ・ケイリーが三葉のグライダーを製作。十歳の少年を乗せての滑空に成功した。